# うさみ恭香
うさみ 恭香 (うさみ きょうか、1981年10月5日 - ) は、日本の元AV女優・元ストリッパーである。

## 略歴
2000年にAVデビュー。キカタン (企画単体) 女優として活躍。
2001年9月1日には川崎ロック座でストリッパーとして初舞台を踏む。
2002年には七瀬ななみ、沢口あすか、上村ひな (引退により天野♥こころが上村に代わり途中加入) 、杏野るりとともにフォーミュラ・ニッポンでレースクイーン (SODレーシングギャルズ) としても活躍。
2002年に引退した。

## 作品

### アダルトビデオ
2000年
- 少女フレンド2 (8月25日、ワイルドサイド)
- フェラチオ うさみ恭香 (11月9日、グローリークエスト) 他出演:黒沢まりあ
- 手コキシコ×2 高橋ちえり (11月9日、グローリークエスト) 他出演:高橋ちえり

2001年
- 制服美少女ドキュメントプチエンジェル うさみ恭香 (2月20日、ハムレット (現・SODクリエイト) )
- AV虎の穴 AV女優の作り方 (4月6日、ワンズファクトリー)
- 菅原ちえ監督の膣コキ新世紀 貴方にはお手数おかけしません (4月6日、ハムレット) 共演:宏岡みらい、麻宮淳子
- 人気女優と女性ファン (4月20日、ハムレット)
- クラスメイト 5 (5月1日、アイデアポケット)
- 音×3 ザ.パーティー VOL.2 (5月20日、ハムレット) 共演:渡辺ユリ、南えり (一色志乃)
- ときめき女子高生8 うさみ恭香 (5月20日、ディープス)
- 人気者で抜こう!! (5月24日、KUKI) オムニバス作品 他出演:長瀬愛、紺野沙織、沢口ケイ
- 恥(ち)まみれ うさみ恭香 (7月1日、ワンズファクトリー)
- ドリーム学園 (7月1日、MOODYZ) 共演:清水かおり、冴嶋みどり、安里祐加、望月セイレ、藤丸らん、田代幸恵、青木麻衣、清水奈々江
- C.C.アイドル うさみ恭香 (7月7日、忠実堂)
- 新任女教師 (7月19日、アイエナジー)
- That's Entertainment!! (8月3日、ワープエンタテインメント) 出演:泉星香、倉沢七海
- 君を犯したい (8月9日、アイエナジー)
- 学校の猥談 1 恥知らずの淫乱3人女生徒 うさみ恭香、岡野美憂、小森千晶 (9月1日、桃太郎映像出版)
- Fuck VOL.2 中出し (9月10日、Fuck VOL.)
- みるきぃガ〜ルズ!うさみ恭香 (9月12日、みるきぃぷりん♪)
- BOYS BEE GIRL EDITION01 KYOKA USAMI (9月25日、シセイドー)
- OUT DOOR SEX！ (10月2日、トキワコーポレーション)
- 聖露出 VOL.6A うさみ恭香 (10月20日、忠実堂) 共演:澤宮有希
- 聖露出 Vol.6B 澤宮有希 (11月8日、忠実堂) 共演:澤宮有希
- 制服鎮魂歌 汚された清純ボディ (11月15日、ネクストイレブン)
- LOVE2 デート 3 (11月23日、宇宙企画 (メディアステーション) )他出演:桃井望、栗田美沙
- BOMBシリーズ Vol.4 うさみ恭香、桃瀬バニラ (12月20日、アイエナジー)

2002年
- 聖露出 うさみ恭香、澤宮有希 (1月10日、ナチュラルハイ)
- 君を犯したい うさみ恭香 (1月10日、アイエナジー)
- ときめき女子校生 シリーズ Vol.4 うさみ恭香、滝沢エミ (1月10日、ディープス)
- まるごとうさきょん (1月15日、ネクストイレブン)
- EROCCO (1月18日、アリーナ)他出演:長瀬愛、水野奈菜、南えり(一色志乃)、夢野しおり、笠木忍、澤宮有希、岸田小雪、黒沢まりあ、堤さやか
- 裸の季節モニュメント 2 私の中のもう一人の私… (1月29日、マックス・エー)他出演:結城杏奈、黒沢まりあ
- REAL MODELS 20 (2月1日、TMA)他出演:堤さやか、桃井望、泉星香、長瀬愛、笠木忍、川奈まり子、坂口華奈、宏岡みらい、松葉まどか、鏡麗子 他
- 妄想劇場 第5幕 僕をうけとめて (2月8日、アイエナジー)
- かけだしAVごっこ VOL.4 (2月8日、忠実堂)他出演:愛葉亜希、中山愛里、長谷川愛子、名月彩
- コスプレうさきょんプラス2 (2月17日、宇宙企画)他出演:中山ひなの、望月舞
- うさみ恭香ベストセレクション (2月20日、SODクリエイト)
- うさみ恭香にぼくらはクビッタケ! (2月20日、ホットエンターテイメント)
- ピュア【美少女編】 (2月12日、トリプルエース) 他出演:藤森かおり、河合あい
- 強制露出マニアックス 2 (2月22日、VIP)他出演:五十嵐ゆうか、宮内つぐみ
- 青い性欲 うさみ恭香 (3月1日、ドグマ)
- FINAL FUCK.X (3月10日、宇宙企画)他出演:澤宮有希、朝河蘭
- しようよっ! 2 (3月15日、VIP)他出演:五十嵐ゆうか、安西ゆみこ 他
- うさみ恭香 い・も・う・と (3月18日、グラフィティジャパン)
- C.C.アイドル うさみ恭香 (3月20日、ナチュラルハイ)
- 妹は甘えんぼう うさみ恭香 (4月25日、レイデックス)
- 青い性欲 うさみ恭香(5月6日、ドグマ)
- 女子校生れず先輩と私 42 (5月16日、U&K) 共演:清水しずか
- 24人のカリスマアイドル (5月17日、ケイ・エム・プロデュース)他23名出演
- 手コキ・エンジェル (5月18日、メディアステーション)他出演:萩原さやか、長谷川由美、杏樹、姫夕鶴
- まるごと！うさみ恭香 (6月28日、イエローボックス)
- 女子校生れず 先輩と私 42 清水しずか、うさみ恭香 (7月5日、U＆K)
- あの人気女優に筆おろししてもらいませんか? (7月12日、VIP)他出演:宏岡みらい、桃井望
- 新型MM号21誕生記念全国出張ファン感謝祭?福島県福島市編?疲れた人この指止まれ!!癒し系アイドルご奉仕編 (8月17日、SODクリエイト) …共演:桃井望
- 当たりハズレ付き まっ暗闇、合同SEX 女5人VS男10人 (8月17日、SODクリエイト)他出演:SADE、藤崎あすか 橋本由紀 田村和子
- 宅配ソープ 堤さやか＆うさみ恭香 (8月23日、アトラス21)
- 逆ギレイプ ! (9月15日、MOODYZ)他出演:泉星香、菊池麗子
- レズ調教 (9月25日、ワンズファクトリー) 共演:宏岡みらい、雪野弥生
- 大都会露出ドライブMAX (9月28日、ペニーレイン)他出演:泉星香、澤宮有希、愛田るか、森川蛍、市川沙苗、桜田由加里、寺島小春、金子涙沙、相澤まほ
- ドリームウーマンVol.10 うさみ恭香 (10月15日、MOODYZ)
- クリームギャルズスペシャル うさみ恭香、水沢ゆりか、楠木さやか (10月21日、ビデオバンク)
- Double！ 新堂真美＆うさみ恭香 (10月25日、桃太郎映像出版)
- くノ一が捕まってあんなことも!こんなことも! (11月20日、ケイ・エム・プロデュース) 共演:川奈まり子
- 大暴露 (11月20日、ネクストイレブン)他出演:長瀬愛、澤宮有希、泉星香、荻原さやか、樹若菜、堤さやか、桃井望
- SCHOOL SWIM WEAR 1 (11月20日、未来・フューチャー)他出演:田畑百子、篠原夕貴
- Virtual Panst Onanie うさみ恭香 (11月28日、ジャネス)他出演:麻生千尋、坂下レナ
- れずセラ3 (12月6日、ディープス) 共演:矢口絵里香、双葉このみ
- 新体操 (12月13日、ビッグモーカル)他出演:まりあまい、森山いずみ
- 人気女優8人が!! (12月20日、ネクストイレブン) 共演:長瀬愛、澤宮有希、泉星香、荻原さやか、樹若菜、堤さやか、桃井望
- SODレーシングギャルズレイプ 〜卑猥なる引退セレモニー〜 (12月20日、SODクリエイト) ※引退作

2003年
- いじめんせつ（2月14日、ビッグモーカル）他出演:井川しのぶ、黒川小夏、山口玲子、小泉ひかり、水谷麻子、清水しずか、西澤麻里、赤羽ゆり、川村遥、中山ひなの、白川さやか、葉月麗、天衣かおり、河合メグ、村山禾音、桐島まなみ、松本理香
- おんなのこのおなにー 3（2月20日、ディープス）他出演:朝河蘭、星川みなみ、相沢静、安藤恵理香、萩原さやか、臼井利奈、楠真由美、矢田涼子、友崎亜希、葉山杏子、矢口絵里香、若林るい、はらだはるな、大河内美奈
- 女教師（2月20日、ジャネス）他出演:麻生鈴、白鳥ゆうか
- 濃縮 うさみ恭香（5月16日、オブテインフューチャー）
- 超-股間のアングル うさみ恭香 [蔵出し厳選版] うさみ恭香、清水しずか、藤谷麗（8月1日、ワンズファクトリー）
- レイプ極秘裏流出 堤さやか、うさみ恭香、由月理帆（11月22日、under ground）

2004年
- エロティカ ボディー Vol.1 うさみ恭香（1月13日、アンダー_7）※激薄・薄消し作品

2005年
- 独占 うさみ恭香（5月20日、デジタルドリーム）
- お姉さんが白下着でガマンできない うさみ恭香 胡桃沢まり奈（8月26日、デジタルドリーム）
- 制コレしようよ!! 都内有名女子校制服図鑑 新堂真美、萩原さやか、うさみ恭香 （9月16日、デジタルドリーム）

2007年
- 宅配ソープDX 桃井望、うさみ恭香、堤さやか（6月13日、NEO ATLAS）

発売日不明
- 野外リアル露出 13（露出クラブ）
- うさみ恭香BestHitTV（アルファーインターナショナル）
- ラブセッション うさみ恭香（AVS）
- 電撃戦隊パーフェクトレンジャー ACT.01 うさみ恭香（GIGA）

他多数出演。

### イメージビデオ
- SOD レーシングギャルズ（2002年6月7日、ソフト・オン・デマンド）共演:沢口あすか、杏野るり、七瀬ななみ、上村ひな